# 1992年アルベールビルオリンピックのオーストリア選手団
1992年アルベールビルオリンピックのオーストリア選手団（1992ねんアルベールビルオリンピックのオーストリアせんしゅだん）は、1992年2月8日から2月23日までフランスのサヴォワ県アルベールヴィルで開催された1992年アルベールビルオリンピックのオーストリア選手団、およびその競技結果。

## 概要
今大会は金メダル6個、銀メダル7個、銅メダル8個の計21個のメダルを獲得した。金・銀・銅のメダル数は冬季オリンピックオーストリア勢として過去最多、合計数も過去最多となった。
リュージュ女子1人乗りでは、ドリス・ノイナーとアンゲリカ・ノイナーの姉妹がそれぞれ金メダルと銀メダルを獲得した。

## メダル
| メダル | 選手名                                                                                        | 競技             | 種目               |
| ------ | --------------------------------------------------------------------------------------------- | ---------------- | ------------------ |
| 金     | パトリック・オルトリープ                                                                      | アルペンスキー   | 男子滑降           |
| 金     | ペトラ・クロンベルガー                                                                        | アルペンスキー   | 女子回転           |
| 金     | ペトラ・クロンベルガー                                                                        | アルペンスキー   | 女子複合           |
| 金     | エルンスト・フェットーリ                                                                      | スキージャンプ   | 男子ノーマルヒル   |
| 金     | ドリス・ノイナー                                                                              | リュージュ       | 女子1人乗り        |
| 金     | インゴ・アペルト ハラルト・ヴィンクラー ゲルハルト・ハイダッハー トーマス・シュロール         | ボブスレー       | 男子4人乗り        |
| 銀     | アニタ・ヴァハター                                                                            | アルペンスキー   | 女子大回転         |
| 銀     | アニタ・ヴァハター                                                                            | アルペンスキー   | 女子回転           |
| 銀     | マルティン・ヘルバルト                                                                        | スキージャンプ   | 男子ノーマルヒル   |
| 銀     | マルティン・ヘルバルト                                                                        | スキージャンプ   | 男子ラージヒル     |
| 銀     | ハインツ・クッティン エルンスト・フェットーリ マルティン・ヘルバルト アンドレアス・フェルダー | スキージャンプ   | 男子ラージヒル団体 |
| 銀     | マルクス・プロック                                                                            | リュージュ       | 男子1人乗り        |
| 銀     | アンゲリカ・ノイナー                                                                          | リュージュ       | 女子1人乗り        |
| 銅     | ギュンター・マーダー                                                                          | アルペンスキー   | 男子滑降           |
| 銅     | ミヒャエル・トリッチャー                                                                      | アルペンスキー   | 男子回転           |
| 銅     | ヴェロニカ・ヴァリンガー                                                                      | アルペンスキー   | 女子滑降           |
| 銅     | ハインツ・クッティン                                                                          | スキージャンプ   | 男子ラージヒル     |
| 銅     | クラウス・ズルツェンバッハ                                                                    | ノルディック複合 | 男子個人           |
| 銅     | クラウス・オフナー シュテファン・クライナー クラウス・ズルツェンバッハ                        | ノルディック複合 | 男子団体           |
| 銅     | エメシェ・フニャディ                                                                          | スピードスケート | 女子3000m          |
| 銅     | マルクス・シュミット                                                                          | リュージュ       | 男子1人乗り        |